# La Vie Ouvrière

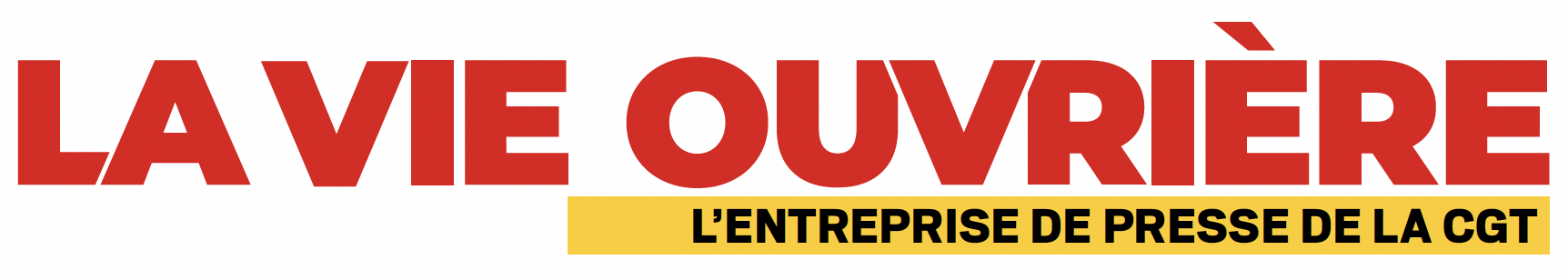
Logo de l'entreprise

La Vie ouvrière ou VO est un magazine d'actualité français consacré au monde du travail et fondé en 1909 par le syndicaliste Pierre Monatte.
Ce magazine est homonyme de l'entreprise qui l'édite : La Vie Ouvrière – l'entreprise de presse de la CGT, Société Anonyme au capital de 152,449 € dénommée administrativement Nouvelle SA – la Vie Ouvrière (NSA-VO).
La VO est, depuis sa création sous le nom de La Vie ouvrière, liée à la Confédération générale du travail (CGT). La publication a connu plusieurs formats et rythmes de parution au cours de son histoire. Elle a aussi été édité sous différents noms : la Vie Ouvrière, l'Hebdo, la NVO (Nouvelle Vie Ouvrière). Elle a été publiée à un rythme mensuel jusqu'à décembre 2021 et trimestriel depuis 2022, tout en reprenant son nom d'origine La Vie Ouvrière. Il ne faut pas la confondre avec le mensuel Ensemble créé en 2008 par la CGT, publication envoyée mensuellement aux syndiqués. Un site web nvo.fr existe toujours, en partie gratuitement ou complètement par abonnement.
Le magazine est édité par l'entreprise de presse de la CGT, la Nouvelle SA La Vie ouvrière (NSA-VO) dont la CGT est propriétaire et qui publie également le mensuel juridique La Revue Pratique de Droit Social (RPDS), le guide fiscal VO Impôts (annuel), le mensuel Ensemble ! ainsi que plusieurs ouvrages à destination notamment des personnes syndiquées, des élus du personnel, des salariés ou des publics intéressés par le syndicalisme ou l’actualité sociale.

## Histoire

### Premières années

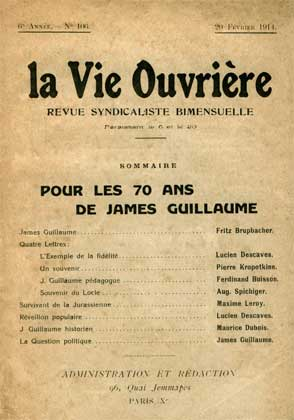
Numéro du 20 février 1914.

La Vie ouvrière parait pour la première fois le 5 octobre 1909 à l’initiative d’un groupe de syndicalistes révolutionnaires emmenés par Pierre Monatte. À l’époque, la CGT est traversée par des débats : après avoir montré sa force lors du 1er mai 1906 et affirmé son indépendance par l’adoption la même année de la Charte d’Amiens, elle fait face à la répression du gouvernement menée notamment par Georges Clemenceau. L’objectif des créateurs de La Vie ouvrière est alors de fournir des éléments de réflexion aux militants syndicaux pour alimenter leurs combats. La revue est alors rédigée par des militants de la CGT, mais elle est indépendante de l'organisation.
Pendant la Première Guerre mondiale, alors que la CGT participe à l’Union sacrée, La Vie ouvrière cesse de paraitre, mais ses animateurs participent à l'opposition à la guerre. Elle reparaît à partir du 30 avril 1919, cette fois comme hebdomadaire, toujours sous la direction de Pierre Monatte.
En 1922, à la scission de la CGTU, La Vie ouvrière devient le journal officiel des syndicalistes révolutionnaires qui constituent la majorité de la nouvelle confédération. Monatte quitte en 1922 la VO, qui par la suite devient progressivement le relais de l'orientation imposée depuis Moscou - à laquelle il s'oppose dans sa revue La Révolution prolétarienne. Bernadette Cattanéo devient rédactrice du journal La Vie ouvrière en avril 1925.
En 1935, le journal devient organe officiel de la CGTU et passe hebdomadaire. Le 6 mars 1936, CGT et CGTU se réunifient et La Vie ouvrière poursuit ses publications comme « hebdomadaire syndical ».

### Seconde Guerre mondiale

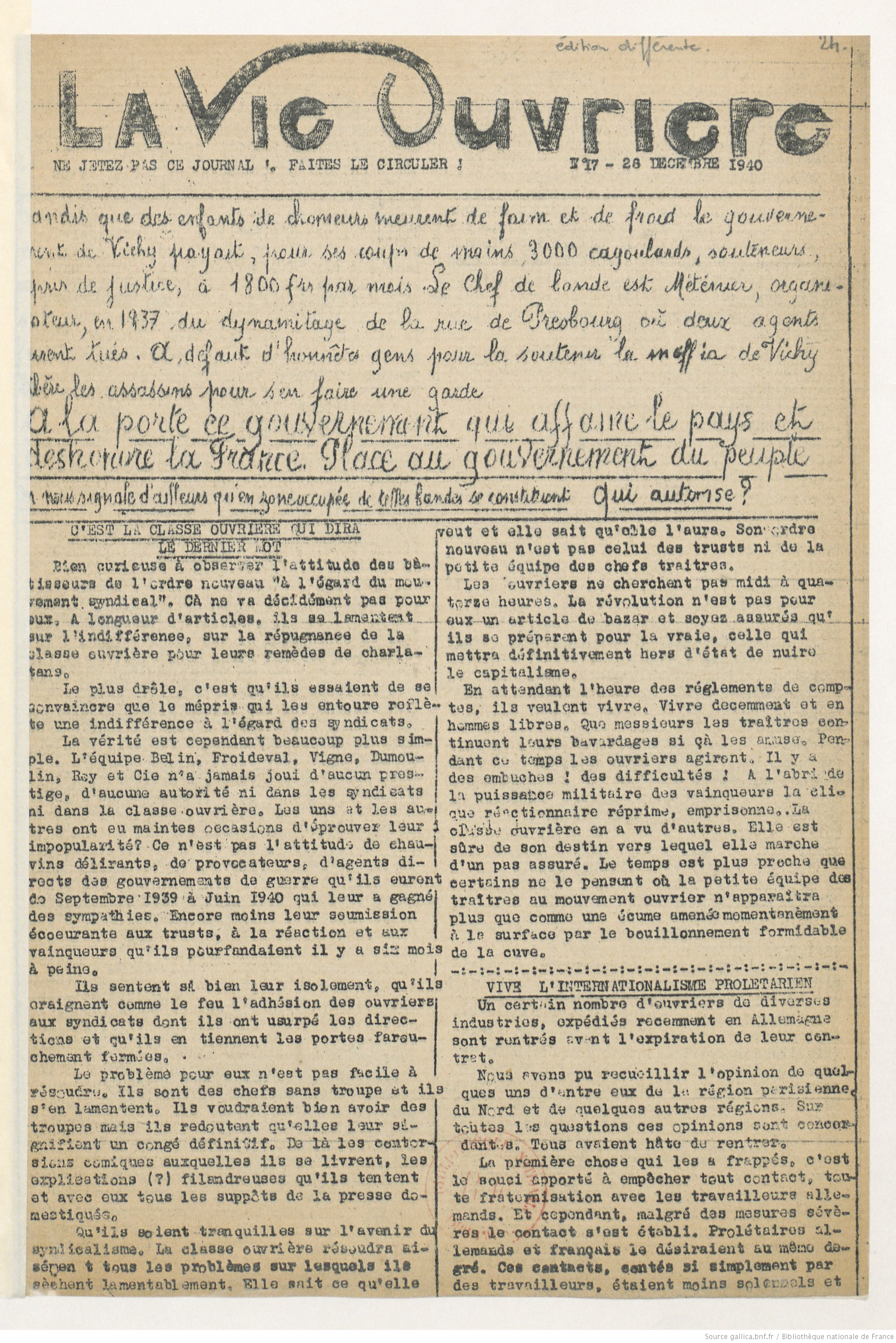
Une de La Vie ouvrière du 28 décembre 1940, publiée clandestinement.

Le 21 septembre 1939, le numéro 1052 de La Vie ouvrière est publié. Déjà censuré, il s’agit du dernier numéro autorisé avant l’interdiction du journal pendant la Seconde Guerre mondiale. Toutefois, sous la direction de Benoît Frachon, La Vie ouvrière poursuit ses publications de manière clandestine tout au long de la Guerre : 223 numéros sont publiés pendant la période.
Il faut attendre la Libération et le 8 septembre 1944 pour que le journal paraisse de nouveau de manière légale.

### Depuis 1945
En 1946, La Vie ouvrière est publiée à 475 000 exemplaires : elle est alors le premier hebdomadaire de France. Elle reste jusque dans les années 1980 un des périodiques les plus importants du pays, atteignant 620 000 exemplaires en 1962 à l’occasion des élections à la Sécurité sociale et 900 000 exemplaires en 1972 pour le numéro spécial consacré au Programme commun.
À partir de 1952, sur décision du bureau confédéral de la CGT, La Vie ouvrière est le journal officiel de la confédération.
Lors de Mai-68, La Vie ouvrière est le seul titre à continuer de paraitre pendant tout le mouvement. Elle est alors imprimée bénévolement par les ouvriers en grève de l’imprimerie Crété de Corbeil.
À partir des années 1990, le journal change plusieurs fois de formule : il devient L’Hebdo de l’actualité sociale en 1993 puis La Nouvelle Vie ouvrière en 2011. La diffusion, de plus en plus réduite, devient bimensuelle en 2009, puis mensuelle avant de devenir trimestriel en 2022.

## Des collaborations de qualité
À partir de 1920, devenu un hebdomadaire syndicaliste à destination d’un large lectorat, la Vie ouvrière recourt à l’illustration, sans doute plus efficace, au premier abord, que certains articles, et bon moyen d’aérer la mise en page. Deux moyens s’imposent durant une longue période. Le dessin de presse et la photographie. Le recours aux graphiques statistiques est plus fréquent avec l’informatisation du traitement des données. Ainsi, l’ouvrage paru pour le centième anniversaire de la NVO, renvoie l’image d’un journal fortement illustré, y compris en page une. Quand la formule « magazine » se généralise, après 1960, la photographie servie par de grands noms, quelquefois le photomontage, concurrencent le dessin satirique sans le détrôner. La célèbre VO impôts privilégie aussi le dessin satirique, tant à la une qu’en corps d’articles.

### Du côté des dessinateurs
La liste de ceux d’entre eux qui ont servi l’organe syndical est longue. Le très exhaustif Dico Solo recense 45 noms (y compris Solo lui-même) jusqu’en 1993. Certains d’entre eux ont fourni une production abondante.
- Jules Grandjouan travaille pour la Vie ouvrière jusqu’en 1929 et bénéficie de la une pour des illustrations pleine page, souvent accompagnées de ses propres mots-d’ordre messianiques. En avril 1924 par exemple[7], dans la perspective du Premier mai il légende son dessin : Par la porte et par la fenêtre le prolétariat prendra le pouvoir. Il récidive en avril 1925[8] : Par la porte de l’Unité sortira une force ouvrière irrésistible.

Jusqu’en 1939, parmi d’autres, on remarque G.des Champs, Raoul Cabrol, René Dubosc, Essé (de l’AEAR) ?, Max Lingner.
À partir de 1944 ce sont (liste non exhaustive) les signatures de Max Lingner avant son retour en RDA, Boris Taslitzky, André Escaro, Georges Bec, Henri Morez, Jean-Pierre Chabrol, Donga, Mittelberg, puis après 1968 Jacques Kamb, auteur de nombreuses unes, Deran, Jean Effel, Jean-Pierre Brizemur, Loïc Faujour, Gilbert Flores, Jean Hin, Philippe Honoré, Babouse, Charb.

### Et côté photographes
En 1969, lors du soixantième anniversaire de sa publication, Serge Zeyons, alors responsable du service « culture » de la Vie ouvrière, réunit quelques-uns des photographes dont le journal a publié des photographies de reportages. Il semble intéressant de procéder à un listage de ces photographes, dont il est souvent oublié cette facette de leur activité
- Robert Doisneau
- Janine Niepce
- Gérald Bloncourt
- Marcel Delius
- Louis Lucchesi
- Jean-Claude Seine
- Georges Azenstarck

D'autres photographes de renom, comme Willy Ronis ou Sebastiao Salgado, collaboreront, à leurs débuts, à La Vie ouvrière alors hebdomadaire.

### La têtière du journal en une
L’évolution de la une est à l’aune de l’évolution du mouvement syndical et d’une de ses composantes :
- octobre 1909 : La Vie ouvrière, revue bimensuelle
- novembre 1915 : Lettre aux abonnés de la Vie ouvrière
- avril 1919 : La Vie ouvrière, tribune syndicaliste-révolutionnaire internationaliste[12]
- janvier 1920 : La Vie ouvrière avec le « logo » faucille et marteau.
- 4 janvier 1935 : La Vie ouvrière, organe officiel de la CGTU, avec deux logos : celui de l’ISR (Internationale syndicale rouge), et celui des deux mains croisées de la CGT « Bien-être et liberté »[13]
- 1936 : La Vie ouvrière, hebdomadaire syndical
- 1944 : La Vie ouvrière, paraît tous les jeudis
- 1950 : La Vie ouvrière Ne combat que les ennemis de la CGT, défend les salariés et la démocratie[14]
- 1952 : La Vie ouvrière, journal officiel de la CGT
- 1959 : La Vie ouvrière, l’hebdomadaire de la CGT[15] Assorti des initiales VO, il reste invariant jusqu’en 1993
- 1993 : L’hebdo de l’actualité sociale, la Vie ouvrière-CGT.
- 2010-2017 : NVO La Nouvelle Vie Ouvrière, le journal de la CGT[16].
- De septembre 2017 à octobre 2021 c’est « NVO La Nouvelle Vie Ouvrière, le magazine des militants de la CGT »[17].
- 2022 : La revue du travail et des luttes sociales.

### Directeurs et présidents deLa Vie ouvrière,L’hebdo, la Vie ouvrière,La Nouvelle Vie ouvrière…
À l’exception de Pierre Monatte, tous font partie au moment de leur exercice du Bureau confédéral de la CGT et/ou de la direction nationale de la CGT, la Commission Exécutive Confédérale. Toutes et vous sont directeur-trace de publication, depuis 2021, la fonction est "Président-directeur général".
- 1909 : Pierre Monatte
- 1921 : Gaston Monmousseau
- 1940 : Benoît Frachon
- 1944 : Gaston Monmousseau
- 1960 : Henri Krasucki
- 1982 : Louis Viannet
- 1992 : François Duteil
- 1999 : Alain Guinot
- 2010 : Agnès Naton
- 2016 : Éric Aubin
- 2017 : David Dugué
- 2017 : Simon Gévaudan
- 2019 : Virginie Gensel-Imbrecht
- 2021 : Jacques Eliez

### Les rédacteurs en chef depuis 1944
- 1944-1946 : Paul Delanoue[19]
- 1946-1951 : Fernand Leriche[20]
- 1951-1955 : Édouard Storace
- 1955-1956 : Fernand Leriche
- 1957-1978 : Robert Telliez
- 1979-1985 : Roger Guibert
- 1986-1991 : Jean-Claude Poitou
- 1992-2000 : Elyane Bressol
- 2000-2006 : Jean-Philippe Martinez (rédacteur en chef) et Jean-François Jousselin (directeur des rédactions). En 2007, Jean-Philippe Martinez, deviendra le 1er rédacteur en chef d’Ensemble, le mensuel adressé aux 700 000 syndiqués de la CGT.
- 2007-2011 : Marie-Claire Lamoure (rédactrice en chef) et Jean-François Jousselin (directeur des rédactions).
- 2012-2015 : Pascal Santoni
- 2015-mai 2019 : Véronique Lopez
- 2021 : Frédéric Dayan
- 2022 : Eva Emeyriat

### Les différents sièges dela Vie ouvrière
- 1909 : 46, rue Dauphine, Paris 6e. Local loué par Pierre Monatte et Maurice Harmel.
- 1911 : 96, quai de Jemmapes, Paris 10e[21]
- 1921 : 144, rue Pelleport, Paris 20e.
- 1929 : 116, boulevard de La Villette, Paris 19e[22]
- 1933 : 33, rue de la Grange-aux-Belles, Paris 10e
- 1937 : 3, avenue Mathurin-Moreau, Paris 19e
- 1957 : 18, rue des Fêtes, Paris 19e
- 1968 : 33, rue Bouret, Paris 19e
- 1993 : 263, rue de Paris, Montreuil, Seine-Saint-Denis